# Rhipsalis pacheco-leonis
Rhipsalis pacheco-leonis ist eine Pflanzenart in der Gattung Rhipsalis aus der Familie der Kakteengewächse (Cactaceae). Das Artepitheton pacheco-leonis ehrt den brasilianischen Botaniker Antônio Pacheco Leão (1872–1931).

## Beschreibung
Rhipsalis pacheco-leonis wächst epiphytisch oder lithophytisch und strauchig mit kriechenden bis hängenden, unregelmäßig verzweigenden Trieben von unbegrenztem Wachstum. Die nie quirlig verzweigenden, drehrunden bis kantigen Triebe weisen niedrige Höcker auf. Selten sind endständige zusammengesetzte Areolen vorhanden. Die Areolen sind mit Wolle und Borsten besetzt.
Die hellrosaroten, radförmigen Blüten erscheinen seitlich. Die kugelförmigen Früchte sind rot.

## Systematik, Verbreitung und Gefährdung
Rhipsalis pacheco-leonis ist im Süden des brasilianischen Bundesstaates Espírito Santo und in fast ganz Rio de Janeiro verbreitet.
Die Erstbeschreibung wurde 1918 durch Albert Löfgren veröffentlicht. Nomenklatorische Synonyme sind Lepismium pacheco-leonis (Loefgr.) Backeb. (1936) und Hylorhipsalis pacheco-leonis (Loefgr.) Doweld (2002).
Es werden folgende Unterarten unterschieden:
- Rhipsalis pacheco-leonis subsp. pacheco-leonis
- Rhipsalis pacheco-leonis subsp. catenulata (Kimnach) Barthlott & N.P.Taylor

Die Unterarten unterscheiden sich durch den Grad der Ausprägung der Sukkulenz ihrer Triebe.
Über den Bedrohungsstatus von Rhipsalis pacheco-leonis und der Unterart Rhipsalis pacheco-leonis subsp. catenulata gab es in der Roten Liste gefährdeter Arten der IUCN im Jahr 2002 nur unzureichende Daten. Nach der Überarbeitung der Liste 2013 wird die Art als „Endangered (EN)“, d. h. als stark gefährdet geführt und die Unterart Rhipsalis pacheco-leonis subsp. catenulata aus der Liste ausgeschlossen.

## Nachweise